# Île du Navigateur
Die Île du Navigateur (französisch für Insel des Navigators) ist eine Insel im Géologie-Archipel vor der Küste des ostantarktischen Adélielands. Sie liegt nördlich des Cap André Prud’homme am Kopfende der Baie Pierre Lejay.
Französische Wissenschaftler benannten sie nach Kapitän Hans Nielsen, Schiffsführer der Thala Dan zur Küstenvermessung im Jahr 1962, der vor Cap André Prud’homme zur Ablösung der Wissenschaftler auf der Dumont-d’Urville-Station geankert hatte.